# Encinar de Camparañón
El encinar de Camparañón es un espacio natural ubicado en el término de Camparañón, municipio de Golmayo, en la provincia de Soria, comunidad autónoma de Castilla y León (España). Es un bosque de encina (Quercus ilex) que acoge a algunos de los ejemplares más longevos y elevados de esta especie de la provincia.

## Características del espacio natural
El encinar de Camparañón se encuentra situado en la parte central de la provincia de Soria, al sur del Alto del Tormo, en el término de Camparañón, municipio de Golmayo. Ocupa aproximadamente una extensión de 100 ha. 
Los encinares representan la mayor superficie forestal de la provincia de Soria y los ejemplares de Camparañón junto con los de Valderromán son los más importantes. El encinar posee magníficos ejemplares centenarios de gran tamaño que lo convierte en uno de los mejores encinares de España.
A finales del siglo XIX ya viene recogido en el Nomenclator de la provincia de Soria realizado hacia 1880 descrito como «monte de encina poco poblado, propiedad de vários vecinos», también recogido por Pascual Madoz en 1846 en el Diccionario geográfico-estadístico-histórico de España.

## La encina de Camparañón
La encina (Quercus ilex) es el árbol que compone este espacio natural y es también conocida comúnmente como carrasca o chaparra. Es un árbol perennifolio nativo de la región mediterránea de talla mediana, aunque puede aparecer en forma arbustiva, condicionado por las características pluviométricas o por el terreno en el que se encuentre.
Las encinas de Camparañón destacan por su tamaño y antigüedad. En el Catálogo de Árboles Notables de la provincia de Soria realizado por ASDEN y editado por la Junta de Castilla y León, aparece recogido un conjunto de seis encinas «formando un círculo de singular belleza por su forma, sin llegar a destacar individualmente ninguna de ellas por su tamaño. Aparentemente dos grupos de ellas son cepas de las que han surgido los actuales brazos. Tiene unas dimensiones de 3,80 por 6 m y tiene una conservación buena». También destaca el Carrasco del Tío Domingo.

## Catalogación

### Especímenes naturales de Interés Especial
Conforme al artículo 44.3 de la Ley de Espacios Naturales de Castilla y León, son especímenes naturales los ejemplares vegetales de singular relevancia catalogados. En julio de 2006 se publicó la Orden MAM/1156/2006, de 6 de junio, por la que se acuerda la inclusión de algunas encinas de Camparañón (Quercus ilex; AS-SO-03; coordenadas: X:536799 Y:4618110) en el Catálogo de especímenes vegetales de singular relevancia de Castilla y León.

### Registro y Catálogo Nacional de Materiales de Base
El Encinar de Camparañón (FS-45/02/42/007) está incluido en el «Registro y Catálogo Nacional de Materiales de Base». El Material de Base está constituido por aquellas poblaciones, plantaciones y clones de los que se obtiene el material forestal de reproducción (semillas y plantas) para utilizar en las repoblaciones.

## Galería

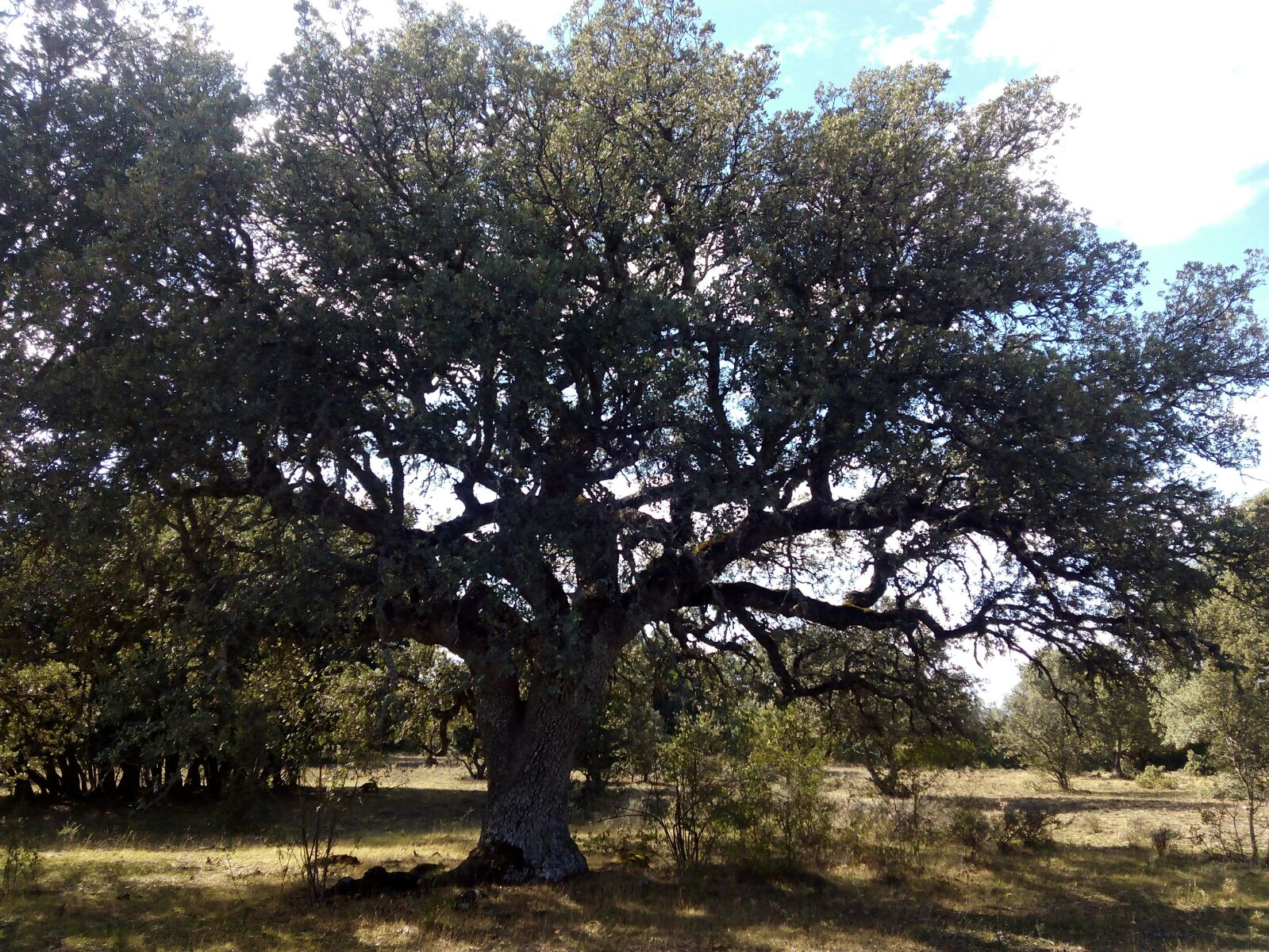
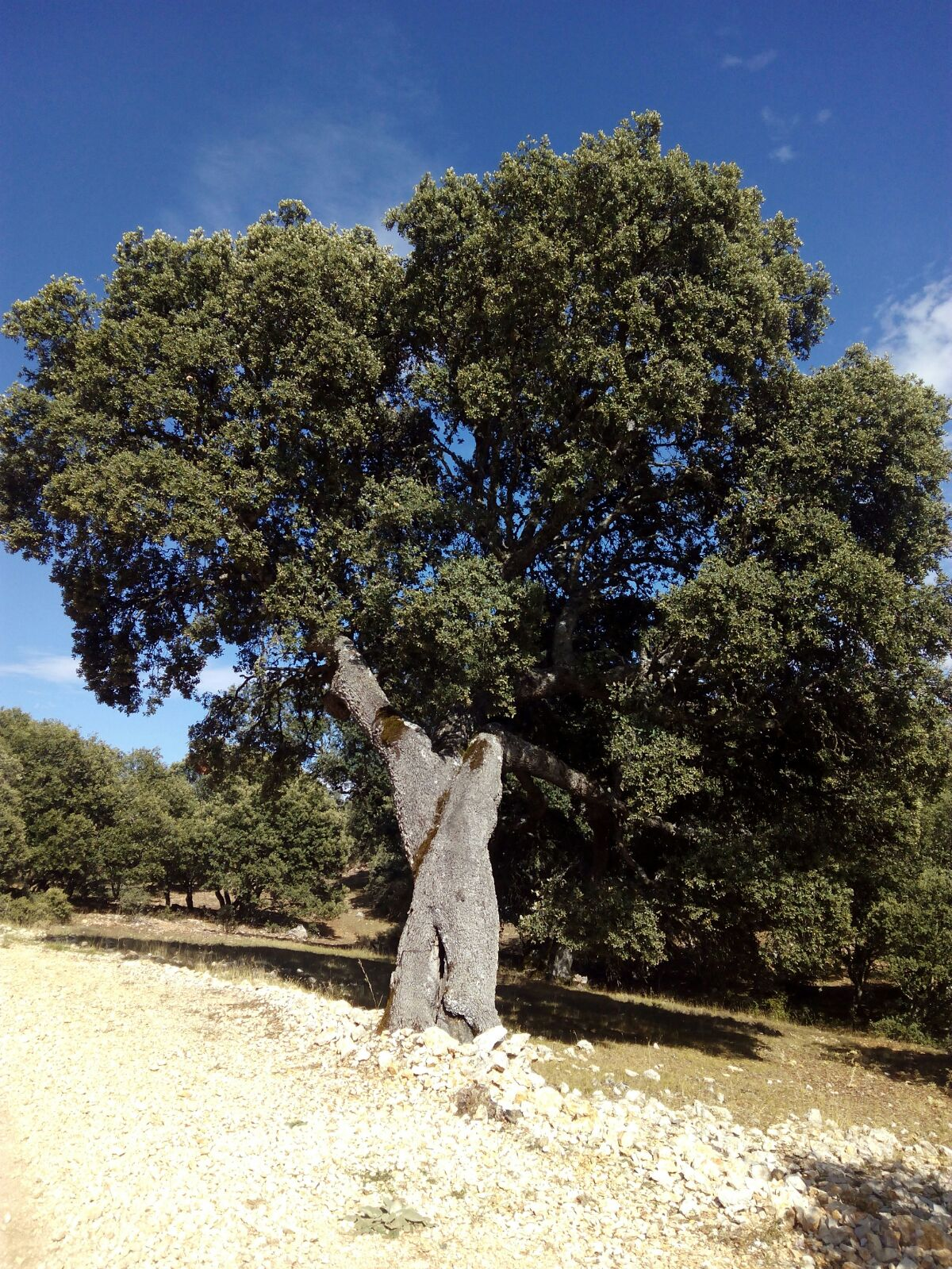
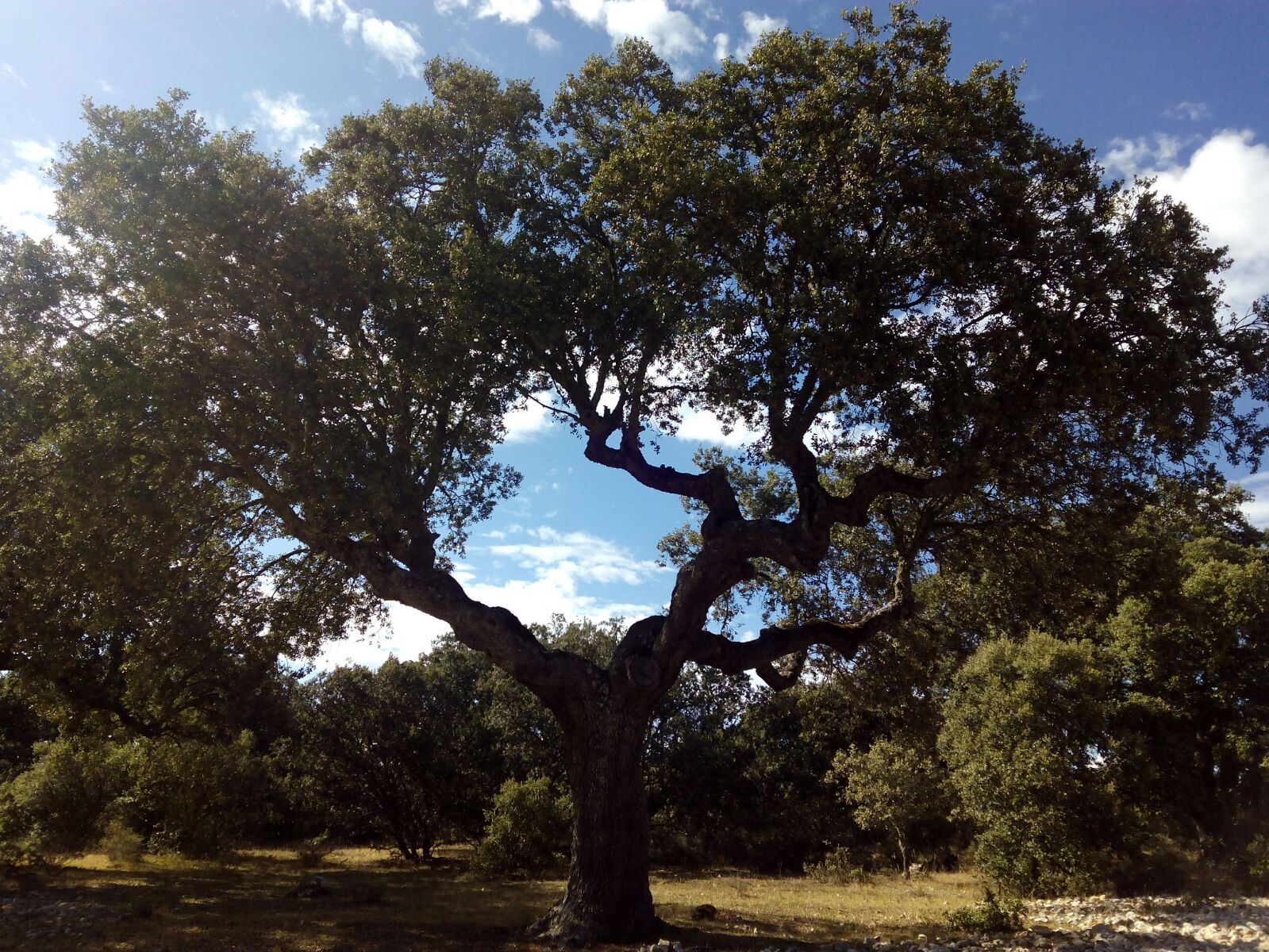
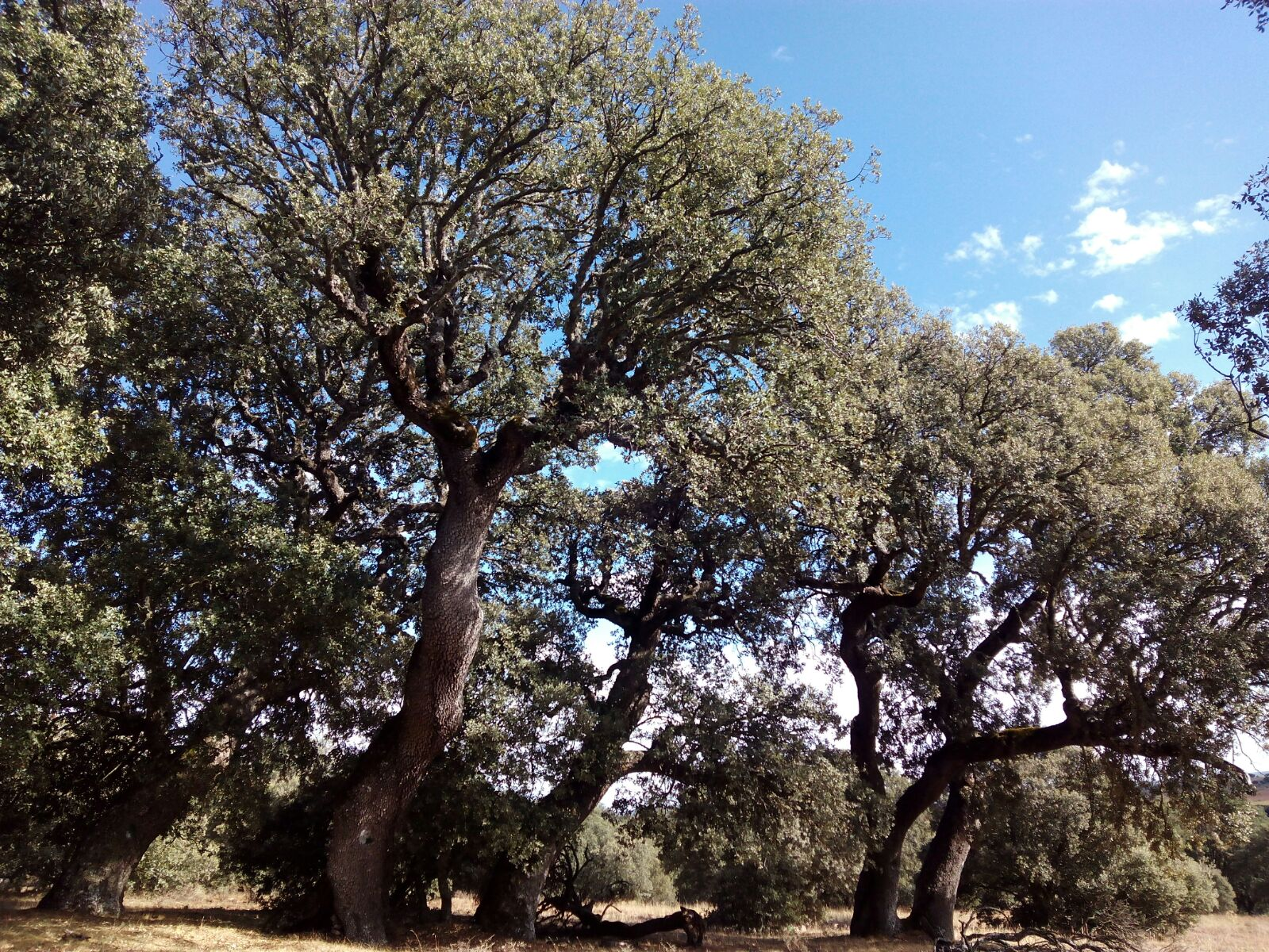